# کورن‌هول (چاله ذرت)

## تاریخچه

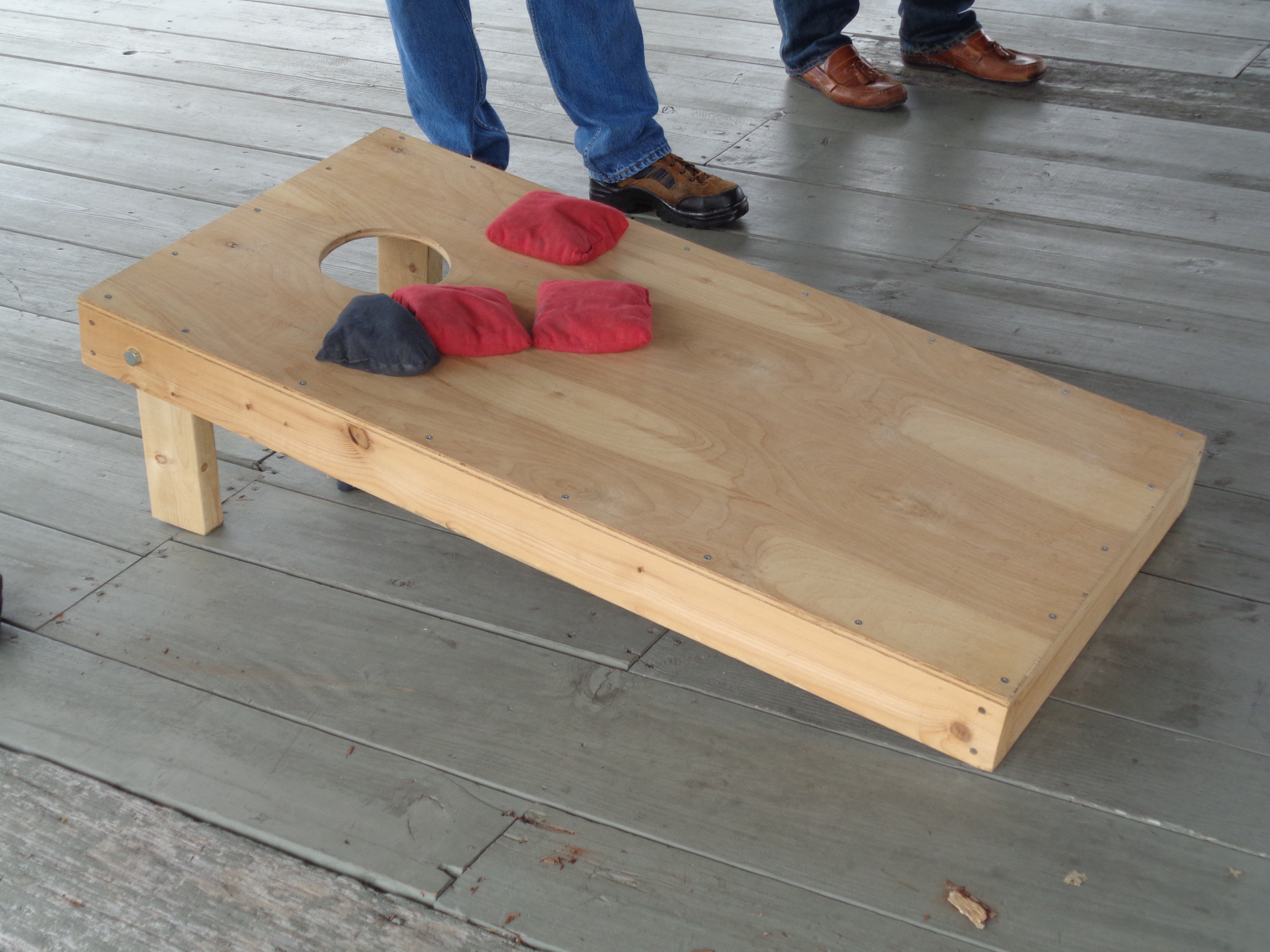
نمایی از وسیلهٔ بازی کورن هول

کورن هول (به انگلیسی: Cornhole) این واژه در منطقه ی آمریکای شمالی، به معنای پرتاب کیسه یا پرتاب لوبیا است. کورن هول یک بازی رایج در آمریکای شمالی است که در آن بازیکنان هر تیم به نوبت کیسه‌های حبوبات پارچه‌ای را از فاصله ای حدود ۵ تا ۸ متری به سمت یک تخته ی نرد برجسته و زاویه‌دار چوبی«که حفره ای در انتهای آن دارد»پرتاب می‌کنند. هدف بازی این گونه است که پرتاب کننده بتواند با پرتاب کیسه روی میز، یک امتیاز و گذر کیسه از سوراخ سه امتیاز کسب کند.

## قوانین و مقررات کورن هول

### تجهیزاتو چیدمان مسابقات
مسابقات کورن هول(چاله ذرت) با دو ست چهار کیسه(هشت کیسه)، دو تخته؛ و با دو، چهار یا هشت بازیکن انجام می‌شود. اگر چه شما می‌توانید با یک تخته و چهار کیسه این بازی را دو نفره انجام دهید، ولی جذابیت این بازی به دسته جمعی بودن آن است.
حداقل چهار کیسه برای شروع بازی لازم است. برای بازی هر مجموعه‌ای از کیسه‌ها معمولاً باید با استفاده از رنگ‌های مختلف از دیگری قابل تشخیص باشد. قوانین لیگ کورن هول آمریکا، کیسه‌های پارچه‌ای دو درز با ابعاد ۶ در ۶ اینچ (۱۵۰ در ۱۵۰ میلیمتر) را می‌طلبد. و وزن ۱۵٫۵ تا ۱۶٫۵ اونس (۴۴۰ تا ۴۷۰ گرم). اگرچه قبلاً کیسه‌ها با دانه‌های ذرت نگهداری‌ شده(به همین دلیل به این بازی «چاله ذرت» می‌گویند) یا لوبیای خشک پر شده است، کیسه‌ها در حال حاضر معمولاً با رزین پلاستیکی یا مواد دیگر پر می‌شوند که وزن و شکل ثابتی را در بسیاری از پرتاب‌ها بدون تغییر شکل حفظ می‌کنند. کیسه‌ها معمولاً دو طرفه هستند و هر طرف کیف ماده متفاوتی است که می‌تواند بر چسبندگی تأثیر بگذارد و سریع‌تر یا کندتر روی سطح تخته واکنش نشان دهد. کیسه‌های سریع‌تر اغلب در شرایط مرطوب ترجیح داده می‌شوند، که  به راحتی لیز نخورند. علاوه بر این، بازیکنان حرفه‌ای ممکن است بسته به سبک پرتاب شخصی خود مواد مختلفی را انتخاب کنند. بازیکنانی با پرتاب کمتر و سریع‌تر ممکن است از چرخش بیشتری استفاده کنند و مواد کیسه کندتر را ترجیح دهند، در حالی که بازیکنان با پرتاب‌های بالاتر و کندتر ممکن است از چرخش کمتری استفاده کنند و کیف واکنش‌ پذیر‌تری را ترجیح دهند
برای مسابقات رسمی هر تخته ۲ در ۴ فوت (۰٫۶۱ در ۱٫۲۲ متر)، با ۶-اینچ (۱۵-سانتیمتر) قطر سوراخ است.
مرکز سوراخ ۹ اینچ (۲۳ سانتیمتر) از مرکز لبه بالایی تخته به پایین قرار دارد. هر تخته با لبه بالایی سطح بازی ۱۲ اینچ (۳۰۰ میلیمتر)) زاویه دارد بالاتر از سطح زمین، و لبه پایین ۳–۴ اینچ (۷۶–۱۰۲ میلیمتر) بالای سطح زمین. برای یک مسابقات استاندارد دو تخته را ۳۳ فوت (۱۰ متر) یا ۲۷ فوت (۸٫۲ متر) از هم جدا، از لبه پایینی تخته‌ها اندازه‌گیری می‌شود. اگر فضا محدود باشد یا بازیکنان جوان‌تر در آن شرکت کنند، ممکن است از مسافت‌های مختلف (معمولاً کوتاه‌تر) استفاده شود.